# 借宿廃寺跡

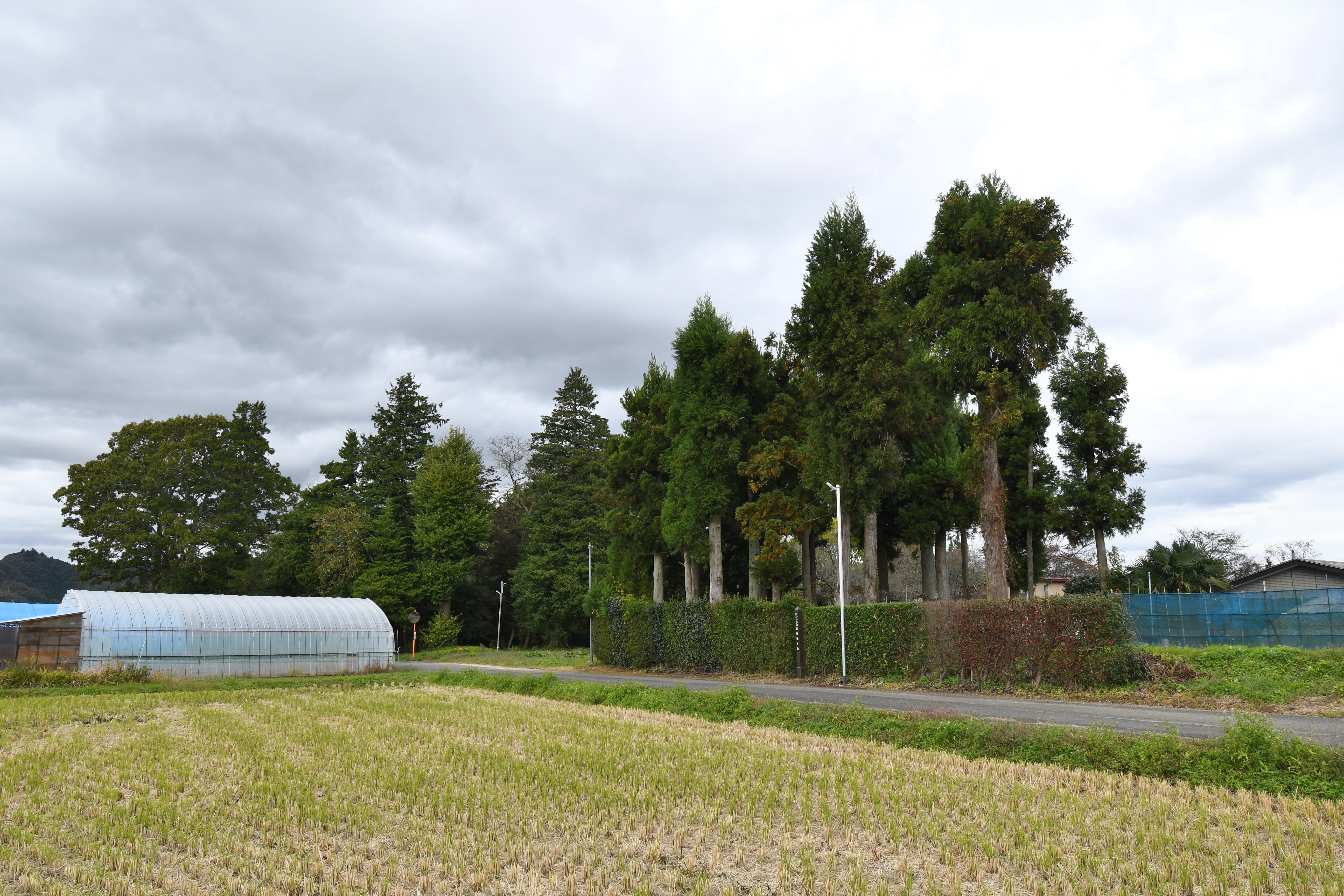
借宿廃寺跡 伽藍中央右の樹叢に塔跡、右奥に金堂跡、左奥の樹叢に講堂跡が所在。

借宿廃寺跡（かりやどはいじあと）は、福島県白河市借宿にある古代寺院跡。関和久官衙遺跡（西白河郡泉崎村関和久）とともに国の史跡「白河官衙遺跡群（しらかわかんがいせきぐん）」に指定され、出土品は福島県指定重要文化財に指定されている。

## 概要
福島県南部、阿武隈川右岸の河岸段丘上に位置する。北西には下総塚古墳があるほか、北方には白河郡衙跡に比定される関和久官衙遺跡があり、一帯は古代白河郡の中心地であったことが知られる。古くは江戸時代の『白河風土記』に記載が見えるほか、2003-2007年（平成15-19年）に発掘調査が実施されている。
伽藍は法隆寺式伽藍配置で、金堂・塔・講堂の遺構が検出されているほか、寺域からは多量の瓦が出土している。発掘調査によれば、創建は白鳳期の7世紀末葉頃と推定される。一帯では下総塚古墳（後期）・舟田中道遺跡（後期の豪族居館）・谷地久保古墳・野地久保古墳（いずれも終末期）といった古墳時代の白河舟田・本沼遺跡群とともに、関和久官衙遺跡・借宿廃寺跡からなる古代の白河官衙遺跡群が展開する様相を呈しており、古代白河郡の中心地を示す遺跡群の一角として重要視される遺跡である。
寺跡域は2010年（平成22年）に国の史跡に指定され（史跡「白河官衙遺跡群」のうち）、採集瓦は1995年（平成7年）に福島県指定重要文化財に指定されている。

## 遺跡歴
- 文化2年（1805年）編纂の『白河風土記』に、礎石10個・古瓦の存在の記載[4]。
- 大正末年-昭和初期、岩越二郎による古瓦採集、内藤政恒による測量調査[4]。
- 1953年（昭和28年）、福島県指定史跡に指定。
- 1995年（平成7年）3月31日、岩越二郎の採集瓦が福島県指定重要文化財に指定[5]。
- 2003-2007年（平成15-19年）、国の史跡指定に向けた発掘調査（白河市教育委員会、2004-2010年に報告書刊行）[4]。
- 2010年（平成22年）8月5日、国の史跡に指定（史跡「白河官衙遺跡群」のうち）[4]。
- 2024年（令和6年）2月21日、史跡範囲の追加指定。

## 遺構

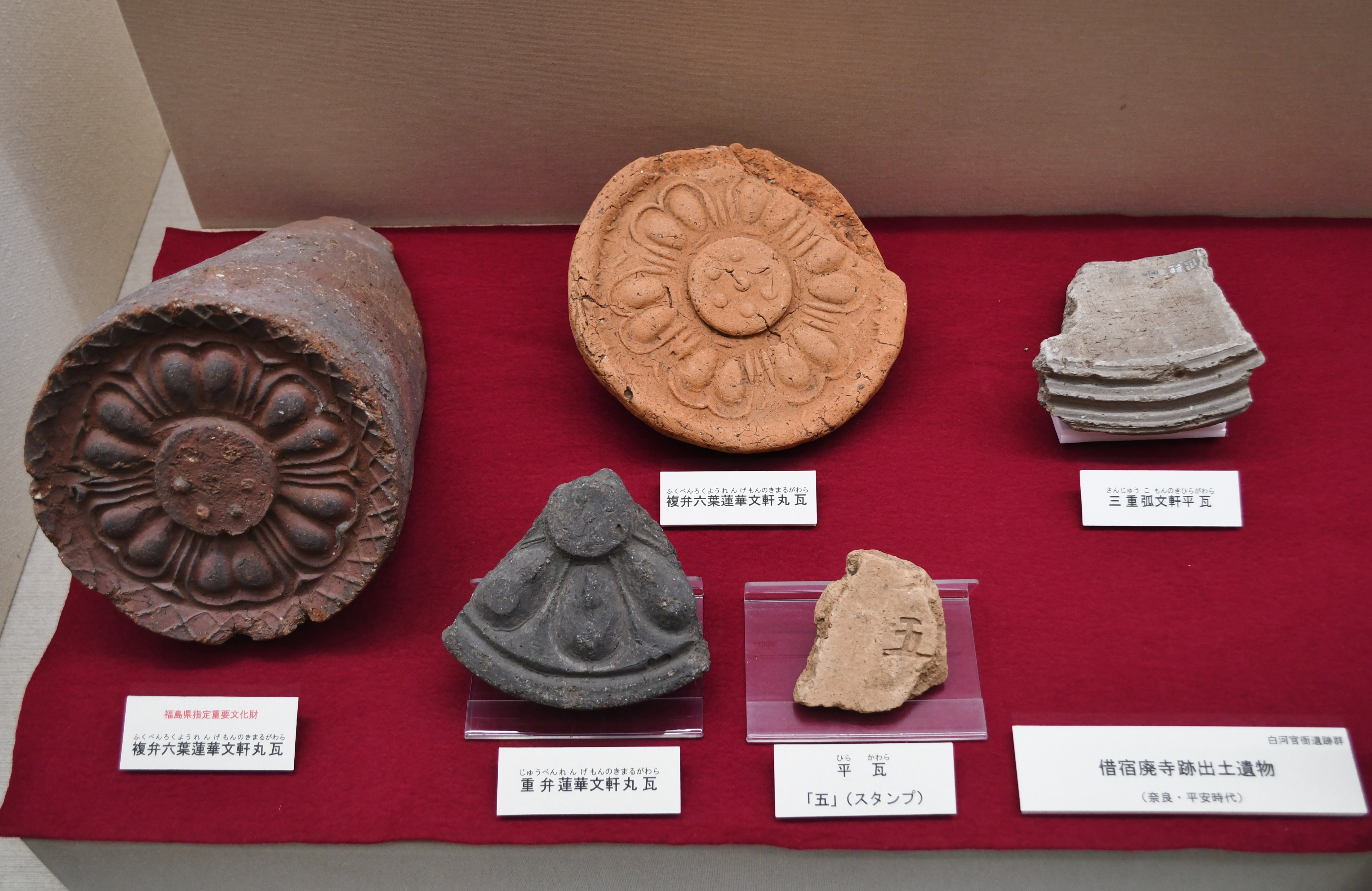
出土品白河市歴史民俗資料館展示（他画像も同様）。

寺域は明らかでない（区画施設の可能性のある溝が検出されているが全体像は不明）。主要伽藍として、金堂が東、塔が西、講堂が北に配される法隆寺式伽藍配置である。遺構の詳細は次の通り。
金堂
本尊を祀る建物。寺域東寄りに位置する。基壇は東西14.4メートル・南北12.3メートルを測る。基壇上面には礎石が遺存しており、桁行5間・梁行4間と見られる。また東西18.7メートル・南北16.3メートルの範囲で掘込地業が検出されているほか、木製の基壇化粧を抜き取ったと見られる溝状遺構が基壇に接して認められる。
塔
釈迦の遺骨（舎利）を納めた塔。寺域西寄りに位置する。基壇は一辺9.6メートルを測る。基壇上面で礎石は確認されていないため、建物は明らかでない。また東西13.4メートル・南北12.9メートルの範囲で掘込地業が検出されているほか、木製の基壇化粧を抜き取ったと見られる溝状遺構が基壇に接して認められる。
講堂
経典の講義・教説などを行う建物。塔の北約30メートルに位置する。基壇は削平を受けており、基壇規模・礎石は明らかでない。東西36.2メートル・南北13.4メートルの範囲で掘込地業が検出されているが、金堂・塔のような溝状遺構は認められていない（基壇化粧部分は削平か）。
掘立柱建物
塔の北約17メートルに位置する。建物全体は明らかでないが、経蔵の可能性がある。
そのほか、金堂・塔の南では中門の存在が推定されるが、調査範囲では検出に至っていない。
寺域からの出土品としては、瓦類として多量の軒丸瓦・平瓦・丸瓦がある。創建期の瓦は複弁六葉蓮華文軒丸瓦・ロクロ挽重弧文軒平瓦で、そのほかに重弁八葉蓮華文軒丸瓦・手書き重弧文軒平瓦・文字刻印瓦などがある。瓦供給窯は大岡窯跡と見られ、瓦の特徴は関和久官衙遺跡（推定白河郡衙跡）・関和久上町遺跡（推定郡衙関連遺跡）や多賀城跡と共通する点で注目される。また塼仏が金堂跡で1点、講堂跡西側で1点検出されている（東北地方では唯一）。出土瓦・塼仏の様相によれば、白鳳期の7世紀末頃の創建と推定される。

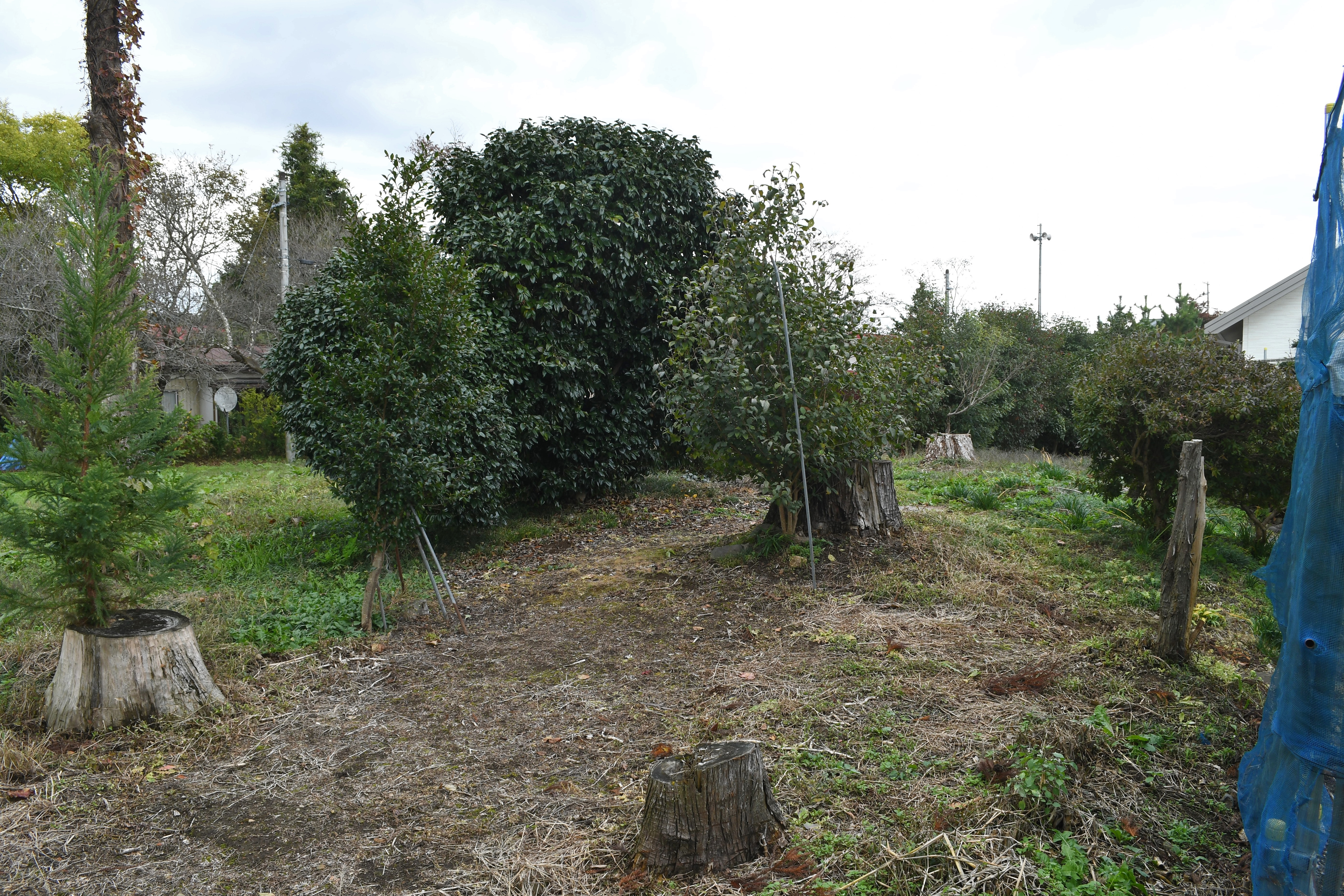
金堂跡
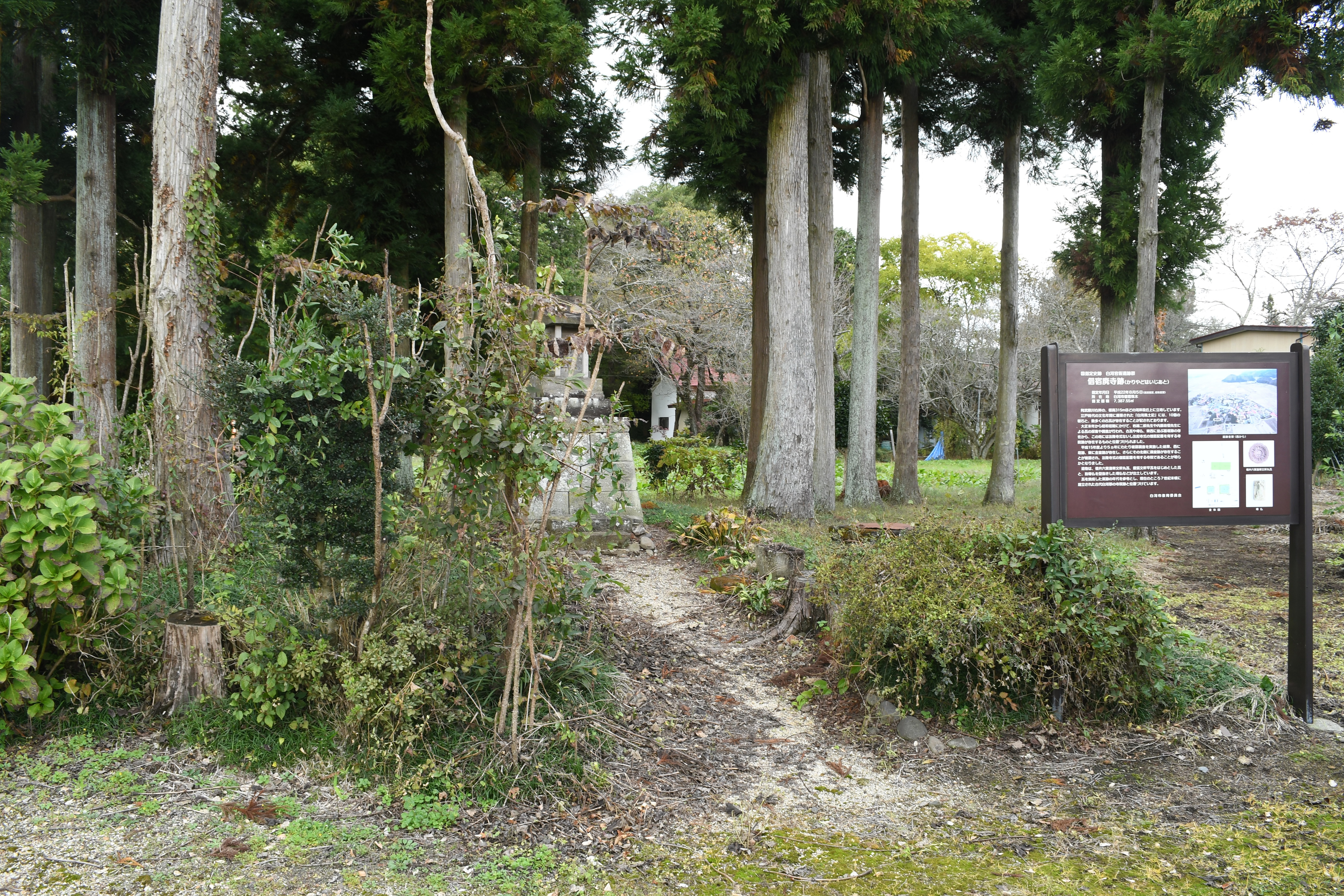
塔跡
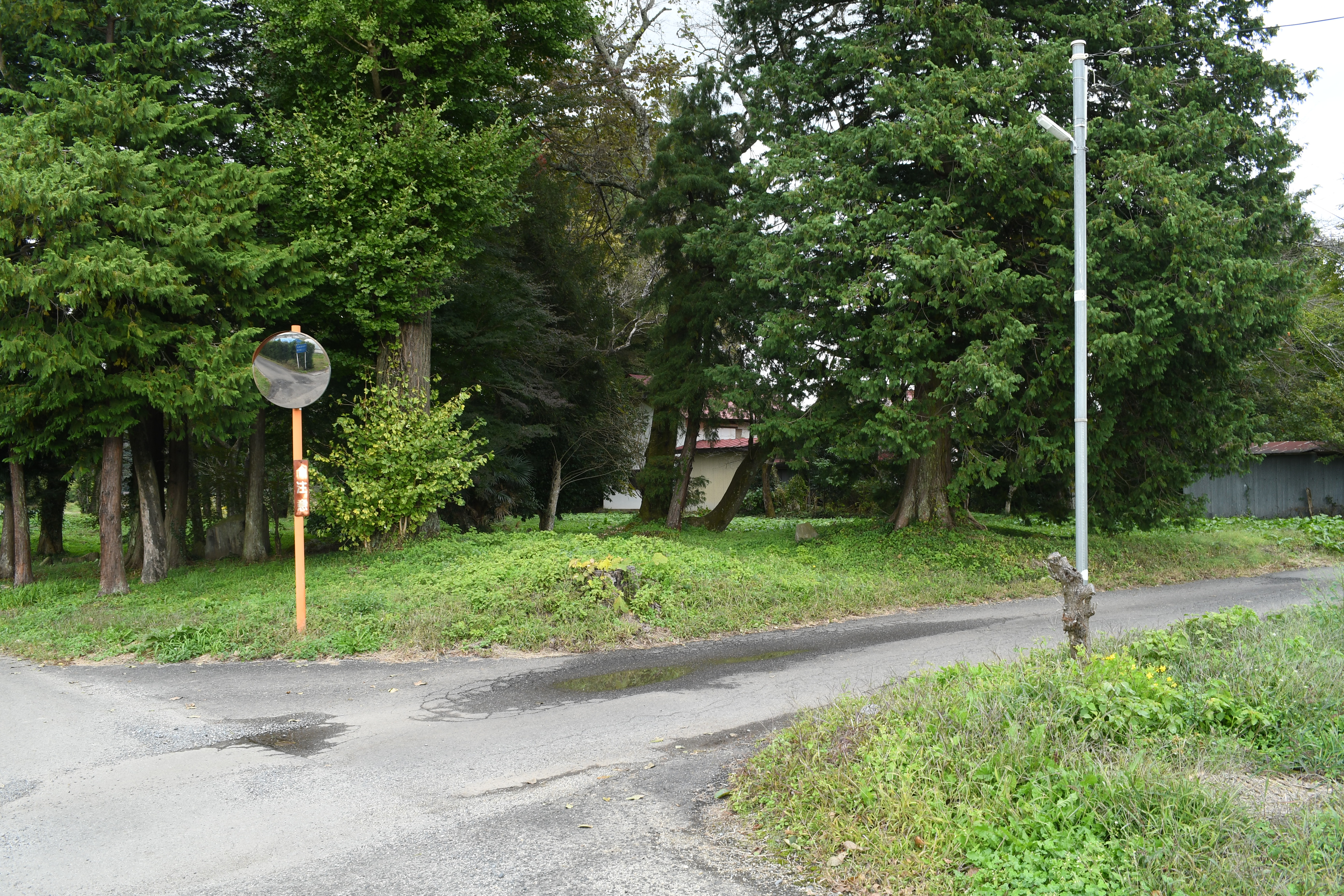
講堂跡
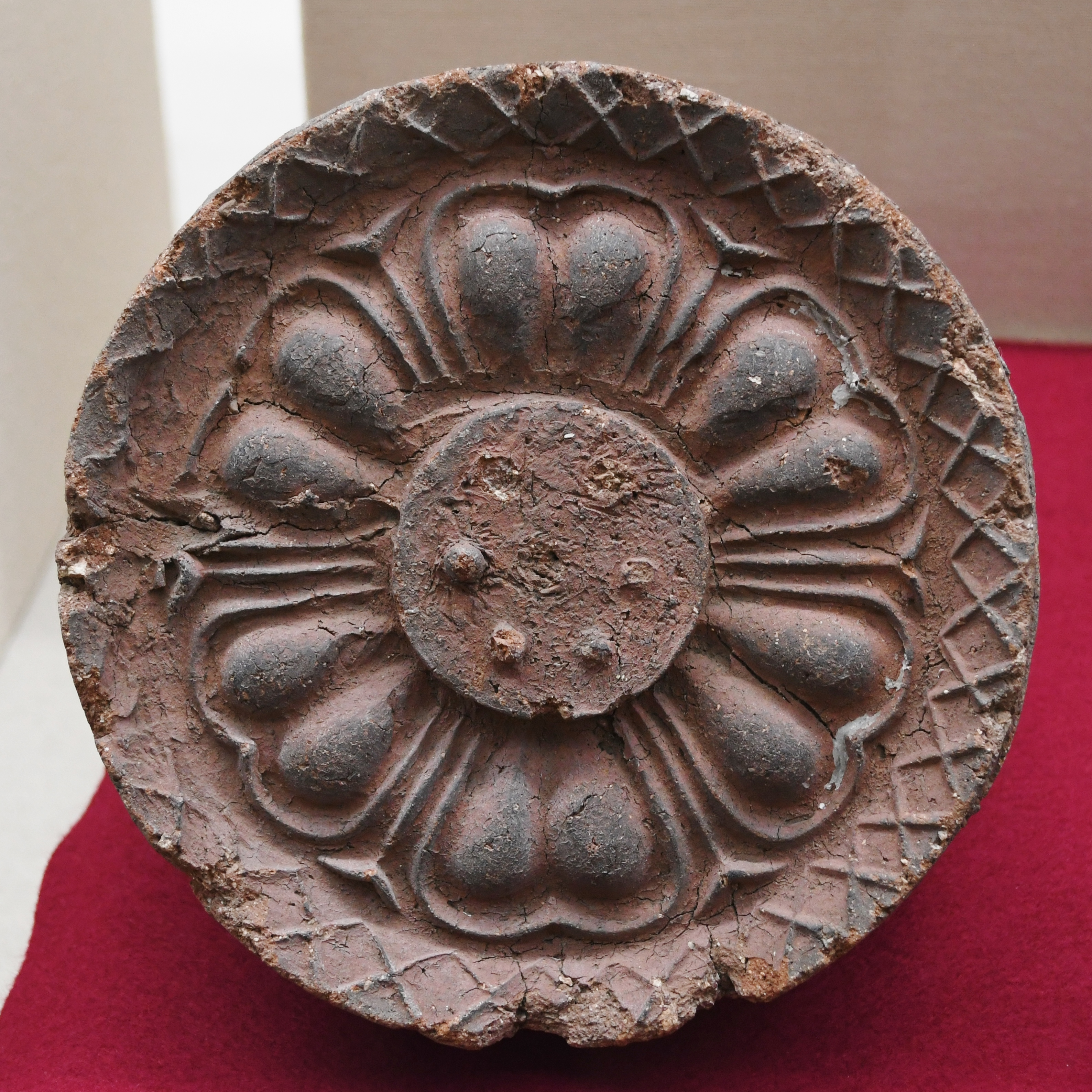
複弁六葉蓮華文軒丸瓦（福島県指定文化財）
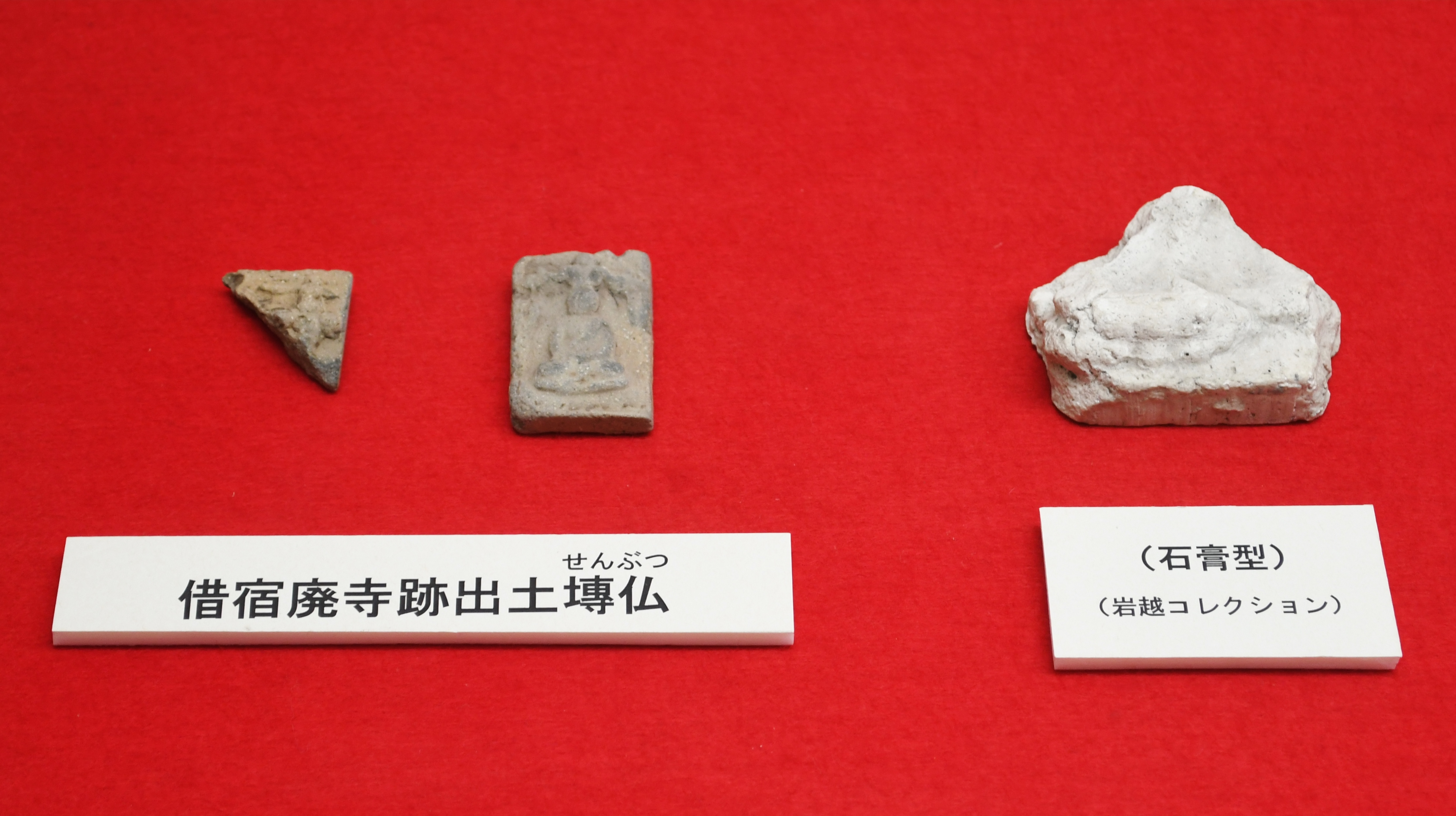
塼仏
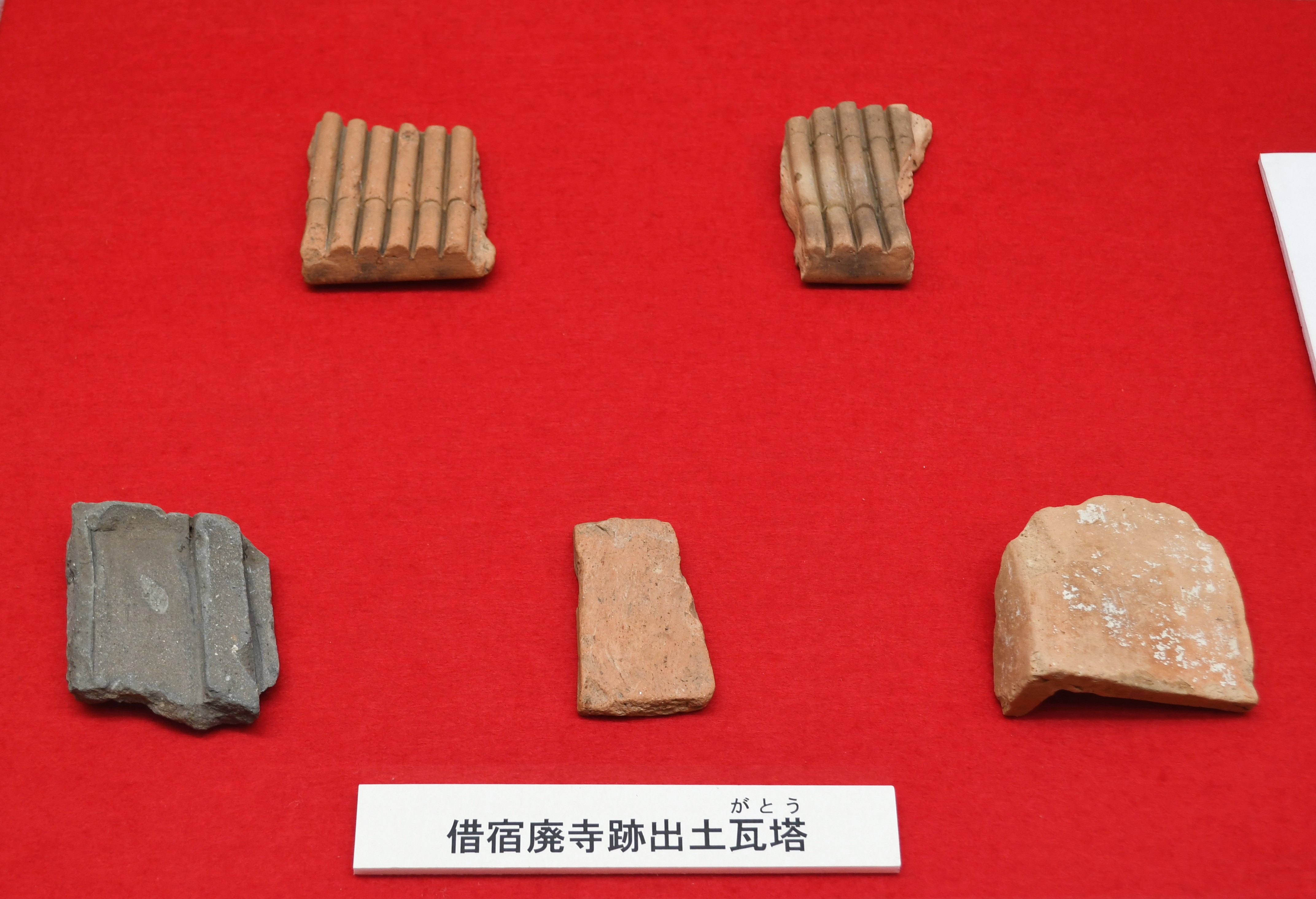
瓦塔

## 文化財

### 国の史跡
- 借宿廃寺跡（史跡「白河官衙遺跡群」のうち）
2010年（平成22年）8月5日、既指定の史跡「関和久官衙遺跡」に借宿廃寺跡を追加指定して、指定名称を「白河官衙遺跡群」に変更。
2024年（令和6年）2月21日、史跡範囲の追加指定[6]。

### 福島県指定文化財
- 重要文化財（有形文化財）
  - 借宿廃寺跡出土品（附 借宿廃寺跡出土品拓本等一括）（考古資料） - 白河市歴史民俗資料館保管。1995年（平成7年）3月31日指定[5]。

## 関連施設
- 白河市歴史民俗資料館（白河市中田） - 借宿廃寺跡出土品等を保管・展示。

## 関連文献
（記事執筆に使用していない関連文献）
- 地方自治体発行
  - 『借宿廃寺跡確認調査報告書1（白河市埋蔵文化財調査報告書 第40集）』白河市教育委員会、2004年。
  - 『借宿廃寺跡確認調査報告書2（白河市埋蔵文化財調査報告書 第44集）』白河市教育委員会、2005年。
  - 『借宿廃寺跡確認調査報告書3（白河市埋蔵文化財調査報告書 第45集）』白河市教育委員会、2006年。
  - 『借宿廃寺跡確認調査報告書4（白河市埋蔵文化財調査報告書 第47集）』白河市教育委員会、2007年。
  - 『借宿廃寺跡確認調査報告書5（白河市埋蔵文化財調査報告書 第50集）』白河市教育委員会、2008年。
  - 『借宿廃寺跡（白河市埋蔵文化財調査報告書 第55集）』白河市教育委員会、2010年。
  - 『史跡白河舟田・本沼遺跡群、白河官衙遺跡群保存活用計画書』白河市教育委員会、2017年。
- その他
  - 鈴木功『白河郡衙遺跡群 -古代東国行政の一大中心地-（日本の遺跡10）』同成社、2006年。ISBN 4886213545。